# Amadou Ousmane
Amadou Ousmane (né le 1er janvier 1948 à Tibiri dans le département Dogondoutchi et mort le 16 octobre 2018 à Niamey) est un journaliste et écrivain nigérien.

## Biographie
Amadou Ousmane naît le 1er janvier 1948 à Tibiri (Doutchi). Diplômé de l’Institut français de presse de Paris, il devient journaliste, chroniqueur judiciaire et attaché de presse du président Seyni Kountché.
Il devient connu au Niger lorsqu'il publie en 1977, le roman politique 15 ans, ça suffit !,.
Il meurt le 16 octobre 2018 à Niamey. Le président Mahamadou Issoufou est présent lors de la cérémonie de levée de corps. Amadou Ousmane est inhumé au cimetière musulman de Yantala.

## Publications
- 15 ans, ça suffit !, Imprimerie Nationale, 1977, 134 p. (ISBN 2-7236-0964-2)[6],[7]
- Le nouveau juge, Dakar, Nouvelles Editions Africaines, 1985
- Chronique judiciaire, Niamey, Imprimerie Nationale du Niger, 1987[6]
- L’honneur perdu, Niamey, Nouvelle Imprimerie du Niger, 1993[6]
- Le témoin gênant, Niamey, MEDIS, 1994[6]
- Amadou Ousmane présente Ibrahim Baré Maïnassara : l’Itinéraire, Niamey, 1996
- Kountché par ses proches, Niamey, Nouvelle Imprimerie du Niger, 1997

## L'auteur et son œuvre
- (en) Susan Gorman, « Amadou, Ousmane », dans Encyclopedia of African Literature, Routledge, 2003 (lire en ligne), p. 27
- (en) Abdourahmane Idrissa et Samuel Decalo, « Amadou, Ousmane », dans Historical Dictionary of Niger, Scarecrow Press, 2012, 588 p. (lire en ligne), p. 59